# Михаил Цонев
Михаил Цонев Пенчев е български партизанин, политически офицер, генерал-лейтенант.

## Биография
Роден е на 21 август 1915 г. в Килифарево. Завършва основно образование в родното си село. Поради липса на средства прекратява по-нататъшното си учене и става шивач. От 1930 г. е член на РМС, а от 1935 г. на БКП. Секретар е на РМС в Килифарево. През 1935 г. участва в акция по случай Международния ден на жената, за което е осъден на 2 години затвор. Освободен е и в края на 1936 г. заминава за Габрово, където става член на Окръжния комитет на БКП и секретар на ОК на РМС. Отново е арестуван и осъден на 5 години затвор. Освободен е през 1938 г. отговаря за младежката комисия към Профсъюза на текстилните работници. През 1939 г. минава наборна служба в трудови войски. От 1941 до 1943 г. е въдворяван в лагерите „Гонда вода“ и „Кръстополе“. На 24 май 1944 г. е избран за политкомисар на Горнооряховския партизански отряд. На 9 септември 1944 г. участва в установяването на властта на ОФ в родното си село и Велико Търново заедно с килифаревската партизанска чета „Филип Тотю“. Между 1944 и 1954 г. е в редиците на българската армия като политически офицер. Завежда политическата подготовка в щаба на четвърта армия към 1946 г. От 1950 г. е генерал-майор, а от 1964 г. е генерал-лейтенант. В началото на 50-те години е заместник-командир по политическата част на трета армия и член на Военния съвет на армията. От 1951 г. е член на Главния военен съвет. Между 1954 и 1961 г. е заместник-завеждащ отдел „Административни органи“ при ЦК на БКП, като отговаря за българската армия. От 1958 до 1961 г. учи в партийни школи в Москва. В периода 1961 – 1981 г. работи в Министерството на отбраната като началник на Управление „Кадри“. От 1976 г. е член на Централната контролно-ревизионна комисия на ЦК на БКП. С указ № 1587 от 21 август 1975 г. е обявен за герой на социалистическия труд. Награждаван е още с ордените „Народна република България“ – II (1959) и I ст. (1964, 1965), „Народна свобода 1941 – 1944 г.“ – II ст. (1945), „9 септември 1944 г.“ с мечове (1946) и орден „Георги Димитров“ (1985).